# 艾倫唇銀漢魚
艾倫唇銀漢魚，為輻鰭魚綱銀漢魚目虹銀漢魚科的其中一種，被IUCN列為易危保育類動物，分布於新幾內亞淡水流域，為熱帶魚類，棲息在熱帶雨林的溪流底中層水域，生活習性不明。

## 擴展閱讀
維基物種上的相關：艾倫唇銀漢魚